# Марк (Лозинский)
Игу́мен Марк (в миру Сергей Ростиславович Лозинский; 4 июня 1939, Ивангород — 29 января 1973, Тула) — священнослужитель Русской православной церкви, игумен; составитель «Избранных писем» святителя Игнатия (Брянчанинова).

## Биография
Родился в семье священника Ростислава Лозинского. С малых лет хотел стать священником, но у его матери, Софьи Емельяновой, такое желание вызывало страх. После окончании средней школы в Костроме он, исполняя волю матери, подал документы в медицинский институт, где уже учился его старший брат, но не прошёл по конкурсу и, убедив мать принять его выбор, в 1957 году был принят сразу в 3-й класс Московской духовной семинарии, успешно окончив которую, был принят в 1959 году в Московскую духовную академию.
На первом курсе академии подружился с Львом Мормылем, который вспоминал 22 июня 1998 года:

Тяжёлое было время, при Хрущёве, когда всю молодежь Лавры выгнали. А мне с покойным о. Марком (Лозинским) просто посчастливилось. Меня Львом звали, а его — Серёжей. И вот мы пришли к владыке Пимену (Хмелевскому). Он тогда был наместником Троице-Сергиевой Лавры и преподавал в Академии… Как раз на св. Феодора Стратилата, в 1961 году мы с о. Марком, после месячного отдыха (на св. Иоанна Богослова мы закончили 2-й курс, месяц нам дал о. Пимен отдохнуть) поступили в монастырь. Все тяготы, которые тогда обрушились на верующих, ощущались и в монастыре…
19 декабря 1962 года принял иноческий постриг с именем Марк, в честь святого апостола и евангелиста Марка. Одновременно с ним монахом стал Лев Мормыль с именем Матфей.
В 1963 году окончил московскую духовную академию со степенью кандидата богословия и оставлен в ней профессорским стипендиатом. Начал преподавать гомилетику в семинарии (с 1965 года — и в Академии). Священник Александр Борисов писал, что преподавая гомилетику — науку о проповедничестве, он наставлял студентов: 

Особенно внимательны будьте к проповедям, которые вы будете произносить во время отпевания. Проводить умершего в храм приходят люди, которые в другом случае никогда сюда бы не попали. От вас зависит, чтобы это посещение храма стало для них не последним, а по-настоящему первым». Он же предупреждал их: «Когда будете говорить слово на общей исповеди, ни в коем случае не уподобляйтесь некоторым батюшкам, любящим подробно распространяться о разного рода „плотских“ грехах. А то нередко начинают говорить такое, что просто ужас! Вот и подумаешь — придёт на исповедь молодая девушка и там впервые услышит о таких мерзостях, о которых раньше и не подозревала. И где? В церкви!

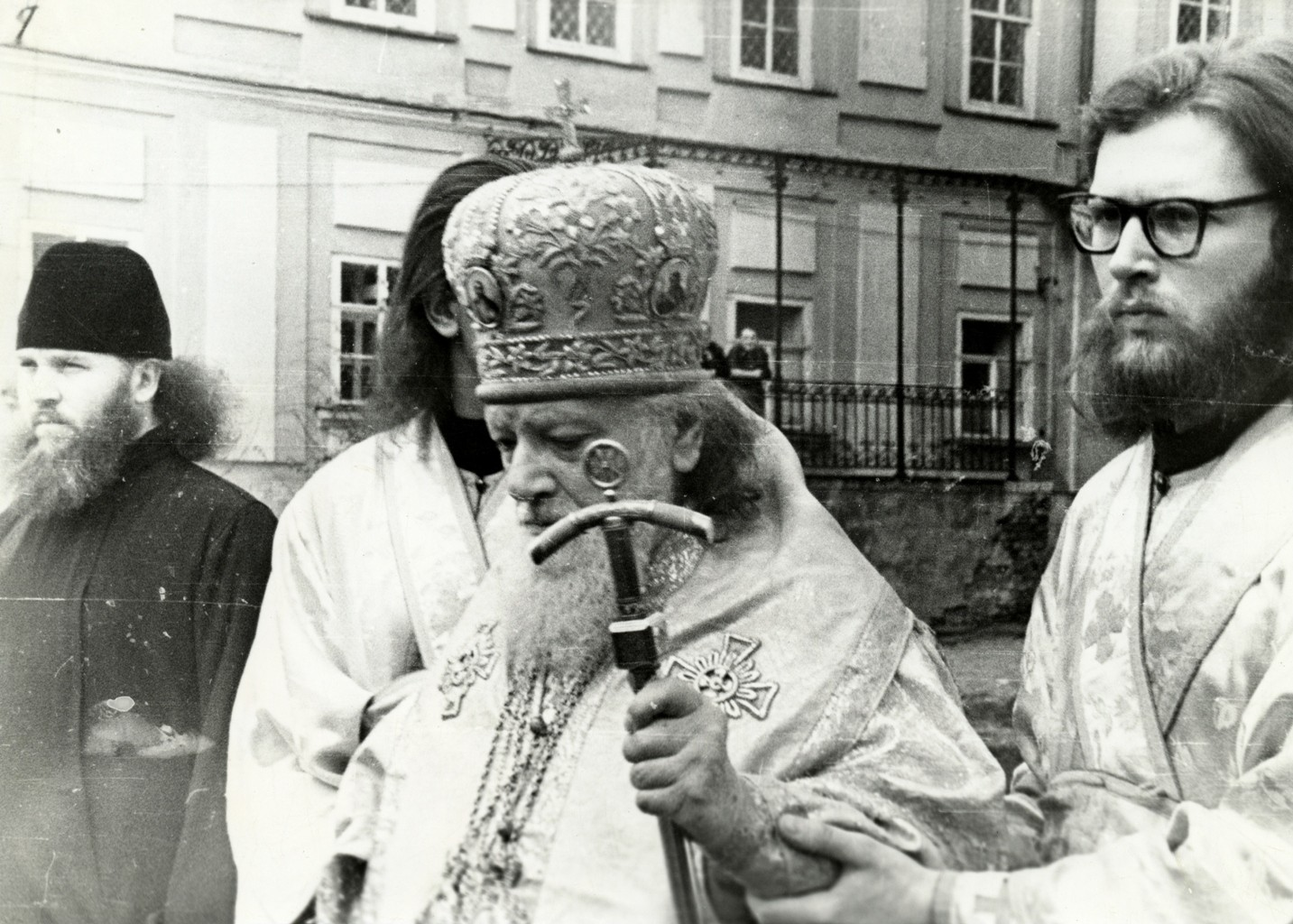
Справа иподиакон Марк (Лозинский) с Патриархом Московским Алексием (Симанским). 1963 г.

C марта 1964 года стал сотрудником (а с сентября того же года — помощником заведующего) Церковно-археологического кабинета.
В 1967 году защитил диссертацию «Духовная жизнь мирянина и монаха по творениям и письмам епископа Игнатия (Брянчанинова)» на соискание учёной степени кандидата богословия.
С 1968 года он — доцент Московской духовной академии. В 1969 года возведён в сан игумена.
В начале 1969 года игумен Марк сделал доклад «Великий учитель русской церкви (к 75-летию со дня кончины Феофана Затворника)».
Летом 1973 года группа православных священнослужителей, среди которых были игумен Марк (Лозинский), иеромонах Елевферий (Диденко), архимандрит Георгий (Тертышников) и протоиерей Георгий Глазунов, тайно извлекли и перевезли останки Феофана Затворника в Троице-Сергиеву лавру.
Магистерскую диссертацию «Духовная жизнь мирянина и монаха по творениям и письмам епископа Игнатия (Брянчанинова)» он защитил 12 июня 1969 года и в декабре того же года был утверждён профессором Академии.
В начале 1971 года сделал доклад «Святой Николай, архиепископ Японский». Игумен Марк досконально изучил историю зарождения и развития православия в Японии. В дальнейшем он собирался подготовить доклад о жизни первого обращенного в православие японца — протоиерея Павла Савабэ на основе «Воспоминаний старца Нектария (Иванчева)». Но завершить этот труд он не успел. Многие его статьи были опубликованы в «Журнале Московской Патриархии» (1965, 1967, 1968, 1970, 1973), в бюллетене Среднеевропейского Экзархата «Stimme der Orthodoxie» (Голос Православия) (1968, 1969, 1970, 1972), в журнале Патриарших приходов в США «One Church» и в «Вестнике Русского Западноевропейского Экзархата Московского Патриархата».
Игумен Марк, как и его отец, также собирал и изучал материалы по Оптиной пустыни.
Скончался 29 января 1973 года в результате приступа сахарного диабета в Туле, будучи в гостях у своего отца. Погребён на Спасском кладбище Тулы, недалеко от храма Спаса на Горе.
Константин Ефимович Скурат отметил:

Недолго шел отец Марк по земной дорожке, но оставил глубокий след в сердцах своих современников. Я лично видел в нём больше всего неистощимое трудолюбие, сопровождаемое великой любовью к Богу и человеку — стояние на молитве в храме и домашний подвиг; высота званий игумена, профессора и простота, скромность, доступность; иноческое уединение и чуткое участие в скорбях, нуждах плывущих по бурному житейскому морю; отрицание от мира и пастырское служение живущим в нём…
— Памяти 50-летия со дня кончины профессора Московской духовной академии игумена Марка (Лозинского). Официальный сайт Московской духовной академии (29 января 2023).

## Интересные факты
1. Иоанно-Предтеченский храм в Нымме.
Второй пожар был в 1972 году… Пожар произошел вскоре после окончания наружного ремонта. Церковная касса опять была пуста. Но горячо откликнулись верующие: немалую сумму собрали наши прихожане, жертвовали из других церквей, какие-то средства выделила Московская Патриархия, на просьбы о помощи откликнулись Пюхтицкий и Печерский монастыри, настоятели некоторых наших храмов. Были пожертвования из Троице-Сергиевой Лавры — от игумена Марка Лозинского.
К 80-летию Владыки Корнилия // Мир Православия № 9 2004
2. В 60-х годах отец Лев (ректор классической православной гимназии в Туле протоиерей Лев Махно, почётный гражданин города Тулы, академик Академии искусств), тогда ещё семинарист Троице-Сергиевой Лавры, часто ездил в Углич к родным и однажды, узнав, что в Губычеве в храме есть вериги преподобного Иринарха, специально заехал туда со своим другом (позднее ставшим известным учёным, монахом Марком (Лозинским), сделавшим всенародным достоянием многие труды святого Игнатия Брянчанинова), и не только они надели на себя святыню, но и оба сфотографировались с ней.
Щербаков С. В Борисоглебском раю или «скажи мне, кто твой друг…»; Щербаков С. У святого колодчика // Русский Дом —2003. — № 3.
3. …по общему мнению, в смысле лояльности к советской власти и готовности считаться с её предписаниями митрополиты Никодим и Пимен мало чем отличались один от другого, — такого рода мнения приходилось мне слышать в церквах от духовенства. Их можно резюмировать словами игумена Марка (Лозинского), преподавателя Московской Духовной Академии, автора большой диссертации об Игнатии Брянчанинове. Он был представителем традиционно-монашеских «оптинских» кругов и большой противник митрополита Никодима из-за его новаторства, он говорил мне: «При настоящих обстоятельствах самым подходящим, да и единственным возможным кандидатом, всё же является митрополит Пимен».
Архиепископ Брюссельский и Бельгийский Василий (Кривошеин) (По личным впечатлениям и документам)
4. Игумен Марк (Лозинский) в 1970 году собрал 4 больших альбома чёрно-белых фотографий, которые представляют только часть работ М. Н. Соколовой. Хранятся они в изофонде Церковно-археологического кабинета.